# Liste der Kreisstraßen im Landkreis Miltenberg
Die Liste der Kreisstraßen im Landkreis Miltenberg ist eine Auflistung der Kreisstraßen im bayerischen Landkreis Miltenberg mit deren Verlauf. 

## Abkürzungen
- AB Kreisstraße im Landkreis Aschaffenburg
- ABs: Kreisstraße in Aschaffenburg
- MIL: Kreisstraße im Landkreis Miltenberg
- St: Staatsstraße in Bayern

## Liste
Nicht vorhandene bzw. nicht nachgewiesene Kreisstraßen werden in Kursivdruck gekennzeichnet, ebenso Straßen und Straßenabschnitte, die unabhängig vom Grund (Herabstufung zu einer Gemeindestraße oder Höherstufung) keine Kreisstraßen mehr sind.
Der Straßenverlauf wird in der Regel von Nord nach Süd und von West nach Ost angegeben.
| Nr. MIL | Verlauf |
| ------- | --- |
| MIL 1   | St 2309 in Röllfeld – MIL 28 – St 2441 in Röllbach |
| MIL 2   | St 2309 in Klingenberg am Main – MIL 28 – Schmachtenberg – St 2441 – Mönchberg – St 2315 in Collenberg                                                 |
| MIL 3   | (K 94 im Odenwaldkreis, Hessen) – Landesgrenze – in Laudenbach                                                                                         |
| MIL 4   | Rüdenau – MIL 5 – St 2310 |
| MIL 5   | Mainbullau – MIL 4 |
| MIL 6   | (L 3318 in Hessen) – Landesgrenze – Ohrnbach – Wiesenthal – Weckbach – MIL 18 – Weilbach – MIL 10 – in Amorbach                                        |
| MIL 7   | (K 45 im Odenwaldkreis, Hessen) – Landesgrenze – Breitenbuch – Watterbach – St 2311 in Kirchzell                                                       |
| MIL 8   | St 2311 in Amorbach – Beuchen |
| MIL 9   | in Schneeberg – Hambrunn – Landesgrenze – (Baden-Württemberg)                                                                                          |
| MIL 10  | MIL 6 in Amorbach – Neudorf – Reichartshausen – St 2309 in Geisenhof                                                                                   |
| MIL 11  | St 2309 in Sulzbach am Main – MIL 30 – Ebersbach – Leidersbach – MIL 25 – Volkersbrunn – Landkreisgrenze – (AB 9 im Landkreis Aschaffenburg)           |
| MIL 12  | Monbrunn – Wenschdorf – St 2309 |
| MIL 13  | St 2309 – MIL 19 – Schippach – Heppdiel – MIL 14 – St 521 in Pfohlbach                                                                                 |
| MIL 14  | Windischbuchen – Schulzenmühle – MIL 20 – MIL 13 |
| MIL 15  | St 537 in Neunkirchen – Richelbach – MIL 16 – St 521 in Riedern                                                                                        |
| MIL 16  | St 507 – Umpfenbach – MIL 15 in Richelbach |
| MIL 17  | MIL 42 – Preunschen – Landesgrenze – (K 3918 im Neckar-Odenwald-Kreis, Baden-Württemberg)                                                              |
| MIL 18  | Gönz – MIL 6 in Weckbach |
| MIL 19  | Berndiel – MIL 13 in Schippach |
| MIL 20  | MIL 14 – Landesgrenze – (K 3914 im Neckar-Odenwald-Kreis, Baden-Württemberg)                                                                           |
| MIL 21  | (K 2831 im Main-Tauber-Kreis, Baden-Württemberg) – Landesgrenze – St 507                                                                               |
| MIL 22  | (AB 3 im Landkreis Aschaffenburg) – Landkreisgrenze – MIL 38 in Niedernberg                                                                            |
| MIL 24  | (K 3911 im Neckar-Odenwald-Kreis, Baden-Württemberg) – Landesgrenze – Guggenberg – Landesgrenze – (K 3911 im Neckar-Odenwald-Kreis, Baden-Württemberg) |
| MIL 25  | MIL 11 in Leidersbach – Roßbach – Hausen – Hofstetten – MIL 26 – St 2309                                                                               |
| MIL 26  | St 2309 in Kleinwallstadt – Hofstetten – MIL 25 – Eichelsbach – St 2309 – Eschau – Wildensee – MIL 35 in Altenbuch                                     |
| MIL 27  | St 2309 in Erlenbach am Main – Mechenhard – MIL 28 – Streit – MIL 34 – St 2441 in Eschau                                                               |
| MIL 28  | MIL 27 in Mechenhard – MIL 2 – Schmachtenberg – MIL 1 in Röllbach                                                                                      |
| MIL 29  | – MIL 38 in Großwallstadt |
| MIL 30  | (ABs 30 in Aschaffenburg) – Landkreisgrenze – Soden – MIL 11                                                                                           |
| MIL 31  | MIL 39 in Sulzbach am Main – Dornau – St 2309 |
| MIL 32  | (AB 1 im Landkreis Aschaffenburg) – Landkreisgrenze – MIL 33 – in Mömlingen                                                                            |
| MIL 33  | (K 102 im Odenwaldkreis, Hessen) – Landesgrenze – MIL 32 in Mömlingen                                                                                  |
| MIL 34  | St 2308 in Schippach – MIL 27 in Streit |
| MIL 35  | (AB 15 im Landkreis Aschaffenburg) – Landkreisgrenze – MIL 26 – Altenbuch – Breitenbrunn – St 2315                                                     |
| MIL 36  | Waldparkplatz – Breitenbrunn – MIL 35 – St 2315 |
| MIL 37  | Neuenbuch – MIL 35 |
| MIL 38  | (AB 16 im Landkreis Aschaffenburg) – Landkreisgrenze – Niedernberg – St 2313 – MIL 22 – MIL 29 – Großwallstadt – St 2308 in Obernburg am Main          |
| MIL 39  | St 2309 in Sulzbach am Main – MIL 31 – MIL 11 in Sulzbach am Main                                                                                      |
| MIL 40  | /St 3259 – MIL 41 |
| MIL 41  | Wörth am Main Gemeindegrenze – Kastell Wörth – MIL 40 – Wörth am Main – St 3259 – Trennfurt –                                                          |
| MIL 42  | St 2311 – Buch – MIL 17 – Landesgrenze – (K 3971 im Neckar-Odenwald-Kreis, Baden-Württemberg)                                                          |

## Quelle
OpenStreetMap: Landkreis Miltenberg – Landkreis Miltenberg im OpenStreetMap-Wiki